# 科卢梅拉
科卢梅拉（英語：Columella，4年—70年），来自加的斯。著有12卷的《论农业》，主要以散文体写成，
只有卷十以六音步的格律写成。他还有一部篇幅较为短小的有关农业的小册子，其中有关树木一卷《论树木》仍存世。